# Жіноча збірна Франції з футболу
Жіноча збірна Франції з футболу (фр. Équipe de France de football féminin) — представляє Францію в міжнародних змаганнях з футболу.

## Історія
Жіноча національна команда Франції, яка виступає на чемпіонатах світу та Європи. Команда зібрана під керівництвом федерації футболу Франції. Свою першу офіційну зустріч проти збірної Англії (яка була представлена командою «Керс Ледіс»), французька збірна провела у 1920 році, тому вона вважається однією з найстаріших жіночих збірних світу.

## Виступи на міжнародних турнірах

### Кубок світу
| Чемпіонати світу з футболу | Чемпіонати світу з футболу | Чемпіонати світу з футболу | Чемпіонати світу з футболу | Чемпіонати світу з футболу | Чемпіонати світу з футболу | Чемпіонати світу з футболу | Чемпіонати світу з футболу | Чемпіонати світу з футболу |
| Рік                        | Раунд                      |                            |                            |                            |                            |                            |                            |                            |
| -------------------------- | -------------------------- | -------------------------- | -------------------------- | -------------------------- | -------------------------- | -------------------------- | -------------------------- | -------------------------- |
| 1991                       | Не пройшла кваліфікацію    | Не пройшла кваліфікацію    | Не пройшла кваліфікацію    | Не пройшла кваліфікацію    | Не пройшла кваліфікацію    | Не пройшла кваліфікацію    | Не пройшла кваліфікацію    | Не пройшла кваліфікацію    |
| 1995                       | Не пройшла кваліфікацію    | Не пройшла кваліфікацію    | Не пройшла кваліфікацію    | Не пройшла кваліфікацію    | Не пройшла кваліфікацію    | Не пройшла кваліфікацію    | Не пройшла кваліфікацію    | Не пройшла кваліфікацію    |
| 1999                       | Не пройшла кваліфікацію    | Не пройшла кваліфікацію    | Не пройшла кваліфікацію    | Не пройшла кваліфікацію    | Не пройшла кваліфікацію    | Не пройшла кваліфікацію    | Не пройшла кваліфікацію    | Не пройшла кваліфікацію    |
| 2003                       | Груповий етап              | Груповий етап              | Груповий етап              | Груповий етап              | Груповий етап              | Груповий етап              | Груповий етап              | Груповий етап              |
| 2007                       | Не пройшла кваліфікацію    | Не пройшла кваліфікацію    | Не пройшла кваліфікацію    | Не пройшла кваліфікацію    | Не пройшла кваліфікацію    | Не пройшла кваліфікацію    | Не пройшла кваліфікацію    | Не пройшла кваліфікацію    |
| 2011                       | 4-те місце                 | 4-те місце                 | 4-те місце                 | 4-те місце                 | 4-те місце                 | 4-те місце                 | 4-те місце                 | 4-те місце                 |
| 2015                       | Чвертьфінал                | Чвертьфінал                | Чвертьфінал                | Чвертьфінал                | Чвертьфінал                | Чвертьфінал                | Чвертьфінал                | Чвертьфінал                |
| 2019                       | Чвертьфінал                | Чвертьфінал                | Чвертьфінал                | Чвертьфінал                | Чвертьфінал                | Чвертьфінал                | Чвертьфінал                | Чвертьфінал                |
| 2023                       | Чвертьфінал                | Чвертьфінал                | Чвертьфінал                | Чвертьфінал                | Чвертьфінал                | Чвертьфінал                | Чвертьфінал                | Чвертьфінал                |

### Чемпіонати Європи
| Чемпіонати Європи з футболу | Чемпіонати Європи з футболу | Чемпіонати Європи з футболу | Чемпіонати Європи з футболу | Чемпіонати Європи з футболу | Чемпіонати Європи з футболу | Чемпіонати Європи з футболу | Чемпіонати Європи з футболу | Чемпіонати Європи з футболу |
| Рік                         | Раунд                       |                             |                             |                             |                             |                             |                             |                             |
| --------------------------- | --------------------------- | --------------------------- | --------------------------- | --------------------------- | --------------------------- | --------------------------- | --------------------------- | --------------------------- |
| 1984                        | Не пройшла кваліфікацію     | Не пройшла кваліфікацію     | Не пройшла кваліфікацію     | Не пройшла кваліфікацію     | Не пройшла кваліфікацію     | Не пройшла кваліфікацію     | Не пройшла кваліфікацію     | Не пройшла кваліфікацію     |
| 1987                        | Не пройшла кваліфікацію     | Не пройшла кваліфікацію     | Не пройшла кваліфікацію     | Не пройшла кваліфікацію     | Не пройшла кваліфікацію     | Не пройшла кваліфікацію     | Не пройшла кваліфікацію     | Не пройшла кваліфікацію     |
| 1989                        | Не пройшла кваліфікацію     | Не пройшла кваліфікацію     | Не пройшла кваліфікацію     | Не пройшла кваліфікацію     | Не пройшла кваліфікацію     | Не пройшла кваліфікацію     | Не пройшла кваліфікацію     | Не пройшла кваліфікацію     |
| 1991                        | Не пройшла кваліфікацію     | Не пройшла кваліфікацію     | Не пройшла кваліфікацію     | Не пройшла кваліфікацію     | Не пройшла кваліфікацію     | Не пройшла кваліфікацію     | Не пройшла кваліфікацію     | Не пройшла кваліфікацію     |
| 1993                        | Не пройшла кваліфікацію     | Не пройшла кваліфікацію     | Не пройшла кваліфікацію     | Не пройшла кваліфікацію     | Не пройшла кваліфікацію     | Не пройшла кваліфікацію     | Не пройшла кваліфікацію     | Не пройшла кваліфікацію     |
| 1995                        | Не пройшла кваліфікацію     | Не пройшла кваліфікацію     | Не пройшла кваліфікацію     | Не пройшла кваліфікацію     | Не пройшла кваліфікацію     | Не пройшла кваліфікацію     | Не пройшла кваліфікацію     | Не пройшла кваліфікацію     |
| 1997                        | Груповий раунд              | Груповий раунд              | Груповий раунд              | Груповий раунд              | Груповий раунд              | Груповий раунд              | Груповий раунд              | Груповий раунд              |
| 2001                        | Груповий раунд              | Груповий раунд              | Груповий раунд              | Груповий раунд              | Груповий раунд              | Груповий раунд              | Груповий раунд              | Груповий раунд              |
| 2005                        | Груповий раунд              | Груповий раунд              | Груповий раунд              | Груповий раунд              | Груповий раунд              | Груповий раунд              | Груповий раунд              | Груповий раунд              |
| 2009                        | Чвертьфінал                 | Чвертьфінал                 | Чвертьфінал                 | Чвертьфінал                 | Чвертьфінал                 | Чвертьфінал                 | Чвертьфінал                 | Чвертьфінал                 |
| 2013                        | Чвертьфінал                 | Чвертьфінал                 | Чвертьфінал                 | Чвертьфінал                 | Чвертьфінал                 | Чвертьфінал                 | Чвертьфінал                 | Чвертьфінал                 |
| 2017                        | Чвертьфінал                 | Чвертьфінал                 | Чвертьфінал                 | Чвертьфінал                 | Чвертьфінал                 | Чвертьфінал                 | Чвертьфінал                 | Чвертьфінал                 |
| 2022                        | Півфінал                    | Півфінал                    | Півфінал                    | Півфінал                    | Півфінал                    | Півфінал                    | Півфінал                    | Півфінал                    |
| 2025                        | Чвертьфінал                 | Чвертьфінал                 | Чвертьфінал                 | Чвертьфінал                 | Чвертьфінал                 | Чвертьфінал                 | Чвертьфінал                 | Чвертьфінал                 |

### Ліга націй УЄФА
| Ліга націй УЄФА | Ліга націй УЄФА | Ліга націй УЄФА | Ліга націй УЄФА                | Ліга націй УЄФА | Ліга націй УЄФА |
| Дивізіон        | Дивізіон        | Дивізіон        |                                | Фінал чотирьох  | Фінал чотирьох  |
| --------------- | --------------- | --------------- | ------------------------------ | --------------- | --------------- |
| 2023–24         | Ліга A          | 1 місце         | Франція · Нідерланди · Іспанія | Фінал           |                 |
| 2025–26         | Ліга A          |                 |                                |                 |                 |

### Олімпійські ігри
| 1996 | не кваліфікувалась | не кваліфікувалась | не кваліфікувалась | не кваліфікувалась | не кваліфікувалась | не кваліфікувалась | не кваліфікувалась |
| 2000 | не кваліфікувалась | не кваліфікувалась | не кваліфікувалась | не кваліфікувалась | не кваліфікувалась | не кваліфікувалась | не кваліфікувалась |
| 2004 | не кваліфікувалась | не кваліфікувалась | не кваліфікувалась | не кваліфікувалась | не кваліфікувалась | не кваліфікувалась | не кваліфікувалась |
| 2008 | не кваліфікувалась | не кваліфікувалась | не кваліфікувалась | не кваліфікувалась | не кваліфікувалась | не кваліфікувалась | не кваліфікувалась |
| 2012 | 4-те місце         | 4-те місце         | 4-те місце         | 4-те місце         | 4-те місце         | 4-те місце         | 4-те місце         |
| 2016 | Чвертьфінал        | Чвертьфінал        | Чвертьфінал        | Чвертьфінал        | Чвертьфінал        | Чвертьфінал        | Чвертьфінал        |
| 2020 | не кваліфікувалась | не кваліфікувалась | не кваліфікувалась | не кваліфікувалась | не кваліфікувалась | не кваліфікувалась | не кваліфікувалась |
| 2024 | Чвертьфінал        | Чвертьфінал        | Чвертьфінал        | Чвертьфінал        | Чвертьфінал        | Чвертьфінал        | Чвертьфінал        |